# Famenin (Verwaltungsbezirk)
Famenin (persisch شهرستان فامنین) ist ein Schahrestan in der Provinz Hamadan im Iran. Er enthält die Stadt Famenin, welche die Hauptstadt des Verwaltungsbezirks ist. 

## Kreise
- Zentral (بخش مرکزی)
- Pischekhor (بخش پیشخور)

## Demografie
Bei der Volkszählung 2016 betrug die Einwohnerzahl des Schahrestan 39.359. Die Alphabetisierung lag bei 81 Prozent der Bevölkerung. Knapp 36 Prozent der Bevölkerung lebten in urbanen Regionen.
| Zensusjahr | Einwohnerzahl |
| ---------- | ------------- |
| 2011       | 42.485        |
| 2016       | 39.359        |